# Morris Fisher
Morris „Bud” Fisher (ur. 4 maja 1892 w Youngstown, zm. 23 maja 1968 w Honolulu) – amerykański strzelec, pięciokrotny mistrz olimpijski, multimedalista mistrzostw świata.
Fisher wystąpił na dwóch igrzyskach olimpijskich (IO 1920, IO 1924), startując w pięciu konkurencjach. W każdej z nich zdobył złoty medal.
Fisher jest 15-krotnym medalistą mistrzostw świata.
Pochowany na cmentarzu w San Diego. Za osiągnięcia w strzelectwie został wyróżniony odznaką wybitnego strzelca międzynarodowego (U.S. Distinguished International Shooter Badge).

## Wyniki olimpijskie
| Igrzyska | Konkurencja                                     | Wynik                                         | Miejsce | Źródło |
| -------- | ----------------------------------------------- | --------------------------------------------- | ------- | ------ |
| IO 1920  | Karabin dowolny, trzy postawy, 300 m            | 996 pkt. (347–361–288)                        |         | [ 4 ]  |
| IO 1920  | Karabin dowolny, trzy postawy, 300 m, drużynowo | 4876 pkt. (druż.) 996 pkt. ind. (347–361–288) |         | [ 5 ]  |
| IO 1920  | Karabin wojskowy leżąc, 300 m, drużynowo        | 289 pkt. (druż.) 59 pkt. (ind.)               |         | [ 6 ]  |
| IO 1924  | Karabin dowolny leżąc, 600 m                    | 95 pkt. (48 pkt. w dogrywce)                  |         | [ 7 ]  |
| IO 1924  | Karabin dowolny, drużynowo                      | 676 pkt. (druż.) 142 pkt. (ind.)              |         | [ 6 ]  |

## Medale mistrzostw świata
Opracowano na podstawie materiałów źródłowych:
| Mistrzostwa     | Konkurencja                                     | Wynik             | Miejsce |
| --------------- | ----------------------------------------------- | ----------------- | ------- |
| Lyon 1921       | Karabin dowolny, trzy postawy, 300 m, drużynowo | 5015 pkt. (druż.) |         |
| Lyon 1921       | Karabin dowolny leżąc, 300 m                    | 369 pkt.          |         |
| Mediolan 1922   | Karabin dowolny, trzy postawy, 300 m, drużynowo | 5132 pkt. (druż.) |         |
| Camp Perry 1923 | Karabin dowolny, trzy postawy, 300 m            | 1090 pkt.         |         |
| Camp Perry 1923 | Karabin dowolny, trzy postawy, 300 m, drużynowo | 5301 pkt. (druż.) |         |
| Camp Perry 1923 | Karabin dowolny leżąc, 300 m                    | 385 pkt.          |         |
| Camp Perry 1923 | Karabin dowolny klęcząc, 300 m                  | 367 pkt.          |         |
| Camp Perry 1923 | Karabin dowolny stojąc, 300 m                   | 338 pkt.          |         |
| Reims 1924      | Karabin dowolny, trzy postawy, 300 m            | 1075 pkt.         |         |
| Reims 1924      | Karabin dowolny, trzy postawy, 300 m, drużynowo | 5284 pkt. (druż.) |         |
| Reims 1924      | Karabin dowolny leżąc, 300 m                    | 383 pkt.          |         |
| Reims 1924      | Karabin dowolny klęcząc, 300 m                  | 365 pkt.          |         |
| St. Gallen 1925 | Karabin dowolny, trzy postawy, 300 m, drużynowo | 5255 pkt. (druż.) |         |
| Antwerpia 1930  | Karabin dowolny, trzy postawy, 300 m, drużynowo | 5441 pkt. (druż.) |         |
| Antwerpia 1930  | Karabin małokalibrowy leżąc, 50 m, drużynowo    | 1900 pkt. (druż.) |         |